# 屏東基督教醫院
屏基醫療財團法人屏東基督教醫院（簡稱屏東基督教醫院、屏基）是1953年由白信德、畢嘉士和傅德蘭等人開辦的診所，1956年由挪威協力會（The Mission Alliance）接辦診所並改名為基督教診所，並在1964年設立財團法人屏東縣私立基督教醫院。

## 外部連結
- 衛生福利部中央健康保險署院所明細查詢 （页面存档备份，存于）